# Arenas del Rey
Arenas del Rey ist eine Gemeinde in der Provinz Granada im Südosten Spaniens mit 610 Einwohnern (Stand: 2024). Die Gemeinde liegt in der Comarca Alhama. 

## Geografie
Die Gemeinde grenzt an Agrón, Alhama de Granada, Cacín und Jayena.

## Geschichte
Arenas del Rey war das am stärksten betroffene Dorf des andalusischen Erdbebens vom 25. Dezember 1884. Fast 90 % der Häuser stürzten ein, und die übrigen wurden schwer beschädigt. Das ganze Dorf war ein Trümmerhaufen. Die Kirche und alle anderen öffentlichen Gebäude wurden zerstört. Es gab 135 Tote und 253 Verletzte. Die darauf folgenden Schneefälle verursachten über eine Woche lang bis zu drei weitere Todesfälle pro Tag.